# شورش‌های ۱۹۲۹ فلسطین
شورش‌های فلسطین ۱۹۲۹ (انگلیسی: 1929 Palestine riots) سلسله تظاهرات و شورش‌هایی در اواخر اوت ۱۹۲۹ بود که در آن اختلاف دیرینه بین اعراب فلسطینی و یهودیان بر سر دسترسی به دیوار ندبه در اورشلیم به خشونت کشیده شد و مقامات بریتانیایی را نیز درگیر کرد. در کنار این اختلاف، این قیام همچنین با امتناع صهیونیست‌ها از پذیرش پیشنهادهای بریتانیا برای نمایندگی مشترک در فلسطین که توسط رهبری اعراب پذیرفته شده بود، آغاز شد. سلب مالکیت مستاجران فلسطینی از زمین‌های خریداری شده توسط صندوق ملی یهودیان نیز در این شورش‌ها نقش داشت.
این شورش‌ها عمدتاً به شکل حملات اعراب به یهودیان همراه با تخریب اموال یهودیان بود. در طول هفته شورش‌ها، از ۲۳ تا ۲۹ اوت، ۱۳۳ یهودی توسط اعراب کشته و ۳۳۹ یهودی زخمی شدند که اکثر آنها غیرمسلح بودند. ۱۱۶ عرب کشته و حداقل ۲۳۲ نفر زخمی شدند که عمدتاً توسط پلیس قیمومیت که شورش‌ها را سرکوب می‌کرد، کشته شدند. حدود ۲۰ عرب توسط مهاجمان یهودی و تیراندازی کورکورانه بریتانیایی‌ها کشته شدند. پس از شورش‌ها، ۱۷۴ عرب و ۱۰۹ یهودی به قتل یا اقدام به قتل متهم شدند؛ حدود ۴۰٪ از اعراب و ۳٪ از یهودیان متعاقباً محکوم شدند. در طول شورش‌ها، ۱۷ جامعه یهودی تخلیه شدند.
کمیسیون شاو که توسط بریتانیا منصوب شده بود، دریافت که علت اساسی خشونت، احساس خصومت و دشمنی اعراب نسبت به یهودیان است که ناشی از ناامیدی از آرمان‌های سیاسی و ملی و ترس از آینده اقتصادی آنهاست و همچنین ترس اعراب از مهاجران یهودی «نه تنها به عنوان تهدیدی برای معیشت آنها، بلکه به عنوان ارباب احتمالی آینده» است. در رابطه با شروع شورش‌ها، کمیسیون دریافت که حادثه‌ای که بیشترین سهم را در وقوع این شورش‌ها داشته است، «تظاهرات یهودیان در دیوار ندبه» در ۱۵ اوت ۱۹۲۹ بوده است.
آوراهام سلا این شورش‌ها را «از نظر مدت زمان، دامنه جغرافیایی و خسارات مستقیم به جان و مال، در تاریخ درگیری اعراب و یهودیان در فلسطین بی‌سابقه» توصیف کرد.